# Maxwell (Texas)
Pour les articles homonymes, voir Maxwell.
Maxwell est une localité américaine du comté de Caldwell, au Texas.
Maxwell est le site de l'accident de montgolfière de Maxwell, qui le 30 juillet 2016 fait 16 morts.